# Пауль Шталь
Пауль Шталь (нім. Paul Stahl; 21 травня 1906, Гаґен — 17 травня 1988, Гаґен) — німецький офіцер, доктор права (1930), оберст резерву вермахту (30 січня 1945). Кавалер Лицарського хреста Залізного хреста з дубовим листям.

## Біографія
З початком Другої світової війни призваний в армію, командир взводу 6-ї роти 4-го стрілецького полку 6-ї танкової дивізії. Учасник Польської кампанії. Під час Французької кампанії — ординарець свого полку. З квітня 1941 року — начальник рохзвідки в штабі 6-ї танкової дивізії. З червня 1941 року брав участь в Німецько-радянській війні. З початку 1942 року — командир 41-го протитанкового дивізіону, з січня 1944 року — 114-го моторизованого полку 6-ї танкової дивізії. Відзначився у боях в Кам'янець-Подільському котлі. В травні 1945 року здався американським військам в Брюнні. 17 травня 1945 року переданий представникам радянського командування. В 1955 році переданий владі ФРН і звільнений.

## Нагороди
- Залізний хрест
  - 2-го класу (29 вересня 1939)
  - 1-го класу (3 липня 1940)
- Нагрудний знак «За поранення» в чорному
- Нагрудний знак «За участь у загальних штурмових атаках» 1-го ступеня
- Медаль «За зимову кампанію на Сході 1941/42»
- Лицарський хрест Залізного хреста з дубовим листям
  - лицарський хрест (4 травня 1944)
  - дубове листя (№879; 9 травня 1945)